# Regeringen Lars Løkke Rasmussen II
Regeringen Lars Løkke Rasmussen II var Danmarks regering fra 28. juni 2015, hvor den efterfulgte Helle Thorning-Schmidts anden regering, og frem til 28. november 2016, hvor den afløstes af Regeringen Lars Løkke Rasmussen III. Den tiltrådte som følge af blå bloks (Venstre, Dansk Folkeparti, Liberal Alliance og Det Konservative Folkeparti) valgsejr, hvor partierne opnåede et knebent flertal på 90 mandater ved folketingsvalget den 18. juni 2015. Regeringen bestod dermed for første gang siden Anker Jørgensens femte regering i begyndelsen af 1980'erne kun af ét parti, nemlig Venstre.
Regeringen markerede sig blandt andet på udlændingeområdet, hvor den indførte grænsekontrol ved den tyske grænse, strammede asylreglerne på en række områder og gennemførte den såkaldte smykkelov, der gjorde det muligt at fratage flygtninge værdigenstande. Regeringen gennemførte også en udflytning af 3.900 statslige arbejdspladser fra hovedstaden til en række provinsbyer og udskrev en folkeafstemning om afskaffelse af det danske retsforbehold i EU, hvor et flertal dog stemte for at bevare retsforbeholdet. 
På det økonomiske område indgik regeringen blandt andet to finanslovsforlig, genindførte boligjobordningen og indgik en aftale, hvorefter PSO-afgiften blev erstattet af indkomstskatten, men dens forhandlinger om en større økonomisk aftale baseret på regeringens egen 2025-plan kuldsejlede. Støttepartiet Liberal Alliance truede gentagne gange med at vælte regeringen, hvis der ikke blev gennemført topskattelettelser, som det største støtteparti Dansk Folkeparti modsatte sig. For at skabe større parlamentarisk stabilitet blev statsministeren i november 2016 enig med Liberal Alliance og De Konservative om i stedet at danne en trepartiregering til afløsning af den rene Venstreregering.

## Regeringsgrundlag
Samme dag som regeringen tiltrådte, fremlagde statsminister Lars Løkke Rasmussen den nye regerings regeringsgrundlag under navnet Sammen for Fremtiden. Regeringsprogrammets tre hovedpunkter var, at det skulle kunne betale sig at arbejde, den økonomiske vækst skulle forøges, og udlændingepolitikken skulle strammes.

## Initiativer

### Økonomisk politik
Mindre end en uge efter sin tiltræden indgik regeringen en aftale med Kommunernes Landsforening om kommunernes økonomiske rammer for 2016. Aftalen indførte et  omdiskuteret årligt omprioriteringsbidrag på 1 % de følgende fire år. Da de konservative efterfølgende ikke ville stemme for aftalen, manglede regeringen et flertal. Oppositionspartierne Socialdemokratiet og Radikale Venstre skaffede imidlertid flertal til gengæld for en aftale med Venstre og Dansk Folkeparti om, at de fire partier altid ville stemme for fremtidige kommuneaftaler.
I november 2015 indgik regeringen et finanslovsforlig for 2016 med de tre partier i dens parlamentariske grundlag. I forliget tilførtes sundhedsområdet 2,4 mia. kr., og politiet fik et løft på 1,9 mia. kr. Desuden bød finansloven på en lavere registreringsafgift for biler og motorcykler. Efter forligets indgåelse kom Dansk Folkeparti ud i en storm af kritik, fordi forliget også indeholdt en lov, der beskar satsen for pensionisters boligydelse. Da konsekvenserne af dette lovforslag viste sig at blive større end først antaget, blev konsekvensen til sidst, at aftalepartierne måtte trække forslaget tilbage.
Som led i sin økonomiske politik gennemførte regeringen Lars Løkke Rasmussen II flere besparelser på overførselsindkomsterne. 1. juli 2015 indgik den en aftale med de tre partier i sit parlamentariske grundlag om at indføre en særlig lav integrationsydelse for personer, som hidtil havde kunnet modtage kontanthjælp, m en ikke havde opholdt sig i Danmark isyv ud af de seneste otte år. I marts 2016 indgik regeringen en aftale med de samme tre partier, hvorefter der blev indført et kontanthjælpsloft og en 225-timersregel for modtagere af kontanthjælp, integrationsydelse og uddannelseshjælp. Derimod kom regeringen ikke igennem med sine forslag om at formindske SU-stipendierne.
Regeringen genindførte desuden boligjobordningen (også kendt som håndværkerfradraget), indgik en dagpengeaftale med Socialdemokratiet og Dansk Folkeparti og fik gennemført en aftale om en gradvis afskaffelse frem mod 2022 af PSO-afgiften, der blev erstattet af en lidt højere bundskat og besparelser på nogle subsidier til erhvervslivet.
I august 2016 fremlagde regeringen sammen med det næste finanslovsforslag sin mellemfristede økonomiske 2025-plan med titlen "Helhedsplanen – for et stærkere Danmark". Planen foreslog blandt andet hurtigere fremtidige stigninger i folkepensionsalderen, en stor omlægning af SU’en henimod færre SU-stipendier og flere lån, et forslag om en lettelse af topskatten på fem procentpoint for personer, der tjente mellem en halv og en hel million kroner årligt, og indførelsen af et egenkapitalfradrag (et såkaldt ACE, Allowance for Corporate Equity) i selskabsskatten. Udover oppositionspartierne mødte planen imidlertid også kritik fra støttepartiet Liberal Alliance, der ikke fandt forslagene om skattelettelser tilstrækkelig ambitiøse.
Liberal Alliances partileder Anders Samuelsen havde på partiets sommergruppemøde i august sagt, at han ville vælte regeringen, hvis den ikke sænkede topskattesatsen med mindst 5 procentpoint. Under forhandlingerne om 2025-aftalen gentog han et ultimativt krav om topskattelettelser, som Dansk Folkeparti omvendt kategorisk afviste. Forhandlingerne gik i hårdknude på dette punkt, og til sidst valgte Løkke Rasmussen at opgive en samlet aftale om en større økonomisk plan og indkaldte i stedet til separate og mere begrænsede forhandlinger om den kommende finanslov. Samuelsen accepterede dette, men gentog, at han ville stille et mistillidsvotum og vælte regeringen, hvis partiets ønske om topskattelettelser ikke var blevet opfyldt inden jul.
Efter at 2025-forhandlingerne og finanslovsforhandlingerne var blevet skilt ad, blev regeringen og de tre blå støttepartier den 18. november 2016 enige om et finanslovsforlig for 2017. Den indeholdt endnu en gang en lavere registreringsafgift og desuden indførelsen af et "klippekort" til pleje for de ældre, flere penge til kræftbehandling og en fastfrysning af grundskylden det kommende år. Blot tre dage senere begyndte på Marienborg forhandlinger med Liberal Alliance og De Konservative om at skabe en mere stabil situation ved at danne en fælles regering, som efter en uges tid mundede ud i den rene Venstreregerings afgang og erstatning af en borgerlig trepartiregering.

### Integrations- og udlændingepolitik
I september 2015 nåede en stor strøm af flygtninge fra især borgerkrigen i Syrien til Danmark. Udlændinge- og Integrationsministeriet indrykkede annoncer i libanesiske aviser, der beskrev forringede vilkår for flygtninge i Danmark med det formål at gøre Danmark til et mindre attraktivt land at søge asyl i. Annoncerne blev senere kritiseret af Folketingets Ombudsmand  for at være vildledende.
I november 2015 vedtog regeringen og dens parlamentariske grundlag sammen med Socialdemokraterne 34 stramninger på asylområdet, heriblandt en udskydelse af retten til familiesammenføring. I januar 2016 vedtog de samme partier den såkaldte smykkelov, der gav politiet mulighed for at beslaglægge pengebeløb og værdigenstande fra flygtninge, der kom til Danmark. Loven vakte stor international opmærksomhed. I januar 2016 indførte regeringen desuden en midlertidig grænsekontrol ved grænsen til Tyskland.
I februar 2016 udstedte udlændinge-, integrations- og boligminister Inger Støjberg en meddelelse om, at ingen asylansøgere under 18 år fremover måtte indkvarteres i danske asylcentre sammen med en ægtefælle eller samlever. Denne instruks blev senere karakteriseret som ulovlig af Folketingets Ombudsmand, fordi den ikke gav mulighed for konkrete individuelle vurderinger og hensyn, og endte i 2021 med iværksættelsen af rigsretssagen mod Inger Støjberg, hvor Støjberg blev idømt 60 dages fængsel for forsætligt at have brudt loven.

### Udenrigs- og forsvarspolitik
I slutningen af august 2015 udskrev regeringen en folkeafstemning om ophævelse af EU-retsforbeholdet, som blev afholdt 3. december 2015. Et stort folketingsflertal støttede ophævelse af forbeholdet. Da kun 46,9 procent af vælgerne stemte ja, og 53,1 procent stemte nej, bestod retsforbeholdet dog.
I december 2015 kom regeringen i mindretal i Folketinget, da et beslutningsforslag fra Socialistisk Folkeparti om at annullere besparelser på udviklingsbistanden for 1,4 mia. kr. blev vedtaget, fordi de konservative afstod fra at stemme. Udenrigsminister Kristian Jensen meddelte dog, at regeringen ikke ville følge det  vedtagne beslutningsforslag, hvilket efterfølgende indbragte ham en næse fra Folketingets Udenrigsudvalg.

### Andre tiltag
Som en af sine første handlinger nedlagde regeringen Irak- og Afghanistankommissionen, en undersøgelseskommission, som var blevet nedsat under den foregående regering for at undersøge Danmarks deltagelse i Irakkrigen og krigen i Afghanistan. Som svar på kritik af lukningen af kommissionen svarede forsvarsminister Carl Holst: "Nogle mener, at vi aldrig får afdækket, hvorfor vi gik i krig. Jo, det gør man. Vi gik i krig, fordi der var masseødelæggelsesvåben. Den begrundelse var forkert. Slut."
Forholdet mellem de større byer og landområderne havde været et af de temaer, der havde præget valgkampen i 2015. I oktober 2015 præsenterede regeringen udflytningsplanen "Bedre balance", der skulle flytte 3.900 statslige arbejdspladser fra København til i alt 38 byer. Blandt andet blev Udlændingestyrelsen, Rådet for Socialt Udsatte og Færdselsstyrelsen flyttet (til henholdsvis Næstved, Rønne og Ribe).
I november 2015 indgik regeringen en politiaftale for perioden 2016-2019 med sit parlamentariske grundlag og Socialdemokratiet. Aftalen indebar blandt andet flere betjente, en ny politiskole i Jylland, en styrkelse af indsatsen mod terror og styrket kontrol i grænseområderne.
Måneden efter indgik regeringen med sit parlamentariske grundlag (Dansk Folkeparti, Liberal Alliance og Det Konservative Folkeparti) en ny landbrugsaftale med en lang række initiativer, heriblandt en fjernelse af det hidtidige krav om særlige randzoner langs vandområder. Efterfølgende blev Miljø- og Fødevareministeriet kritiseret af forskere fra Københavns Universitet for at have fordrejet tal og fakta bag nogle af de beregninger, ministeriet havde fremlagt. Sagen udviklede sig til en krise mellem regeringen og dens støttepartier, da de konservative meddelte, at de ikke længere havde tillid til den ansvarlige minister Eva Kjer Hansen, og den 23. februar meddelte hun, at hun trak sig fra ministerposten.
I juni 2016 blev der indgået en bred aftale om en gymnasiereform med alle Folketingets partier undtagen Enhedslisten. Med aftalen blev der blandt andet indført et karakterkrav for adgangen til gymnasiet.

## Regeringens afgang
Lars Løkke Rasmussen bekendtgjorde i sin partiledertale under Venstres landsmøde d. 19. november 2016, at Rasmussen havde besluttet at invitere Det Konservative Folkeparti og Liberal Alliance til forhandlinger om dannelsen af en trekløver-regering. Formålet med en bredere regering var at skabe større stabilitet i blå blok efter især Liberal Alliances ultimative krav om topskattelettelser og trusler om at vælte Venstre-regeringen, hvis ønsket ikke blev imødekommet.
Begge partier tog imod invitationen, og den 22. november 2016 blev forhandlingerne om et nyt regeringsgrundlag igangsat. Forhandlingerne mundede ud i, at der 28. november 2016 dannedes en ny flerpartiregering med Løkke Rasmussen som statsminister og med 22 ministre i alt, nemlig 13 ministre fra Venstre, 6 fra Liberal Alliance og 3 fra Det Konservative Folkeparti. Regeringsgrundlaget blev navngivet "For et rigere, friere og mere trygt Danmark" med undertitlen "Marienborgaftalen".

## Ministre i regeringen
| 1                                  | Statsminister                                       |  | Lars Løkke Rasmussen     | 28. juni 2015      | 28. november 2016  | Venstre | MF  |
| 2                                  | Finansminister                                      |  | Claus Hjort Frederiksen  | 28. juni 2015      | 28. november 2016  | Venstre | MF  |
| 3                                  | Udenrigsminister                                    |  | Kristian Jensen          | 28. juni 2015      | 28. november 2016  | Venstre | MF  |
| 4                                  | Kulturminister og kirkeminister                     |  | Bertel Haarder           | 28. juni 2015      | 28. november 2016  | Venstre | MF  |
| 5                                  | Transport- og bygningsminister                      |  | Hans Christian Schmidt   | 28. juni 2015      | 28. november 2016  | Venstre | MF  |
| 6                                  | Erhvervs- og vækstminister                          |  | Troels Lund Poulsen      | 28. juni 2015      | 28. november 2016  | Venstre | MF  |
| 7                                  | Miljø- og fødevareminister                          |  | Eva Kjer Hansen          | 28. juni 2015      | 27. februar 2016   | Venstre | MF  |
| 7                                  | Miljø- og fødevareminister                          |  | Esben Lunde Larsen       | 29. februar 2016   | 28. november 2016  | Venstre | MF  |
| 8                                  | Udlændinge-, integrations- og boligminister         |  | Inger Støjberg           | 28. juni 2015      | 28. november 2016  | Venstre | MF  |
| 9                                  | Social- og indenrigsminister                        |  | Karen Ellemann           | 28. juni 2015      | 28. november 2016  | Venstre | MF  |
| 10                                 | Justitsminister                                     |  | Søren Pind               | 28. juni 2015      | 28. november 2016  | Venstre | MF  |
| 11                                 | Energi-, forsynings- og klimaminister               |  | Lars Christian Lilleholt | 28. juni 2015      | 28. november 2016  | Venstre | MF  |
| 12                                 | Minister for børn, undervisning og ligestilling     |  | Ellen Trane Nørby        | 28. juni 2015      | 28. november 2016  | Venstre | MF  |
| 13                                 | Sundheds- og ældreminister                          |  | Sophie Løhde             | 28. juni 2015      | 28. november 2016  | Venstre | MF  |
| 14                                 | Skatteminister                                      |  | Karsten Lauritzen        | 28. juni 2015      | 28. november 2016  | Venstre | MF  |
| 15                                 | Uddannelses- og forskningsminister                  |  | Esben Lunde Larsen       | 28. juni 2015      | 29. februar 2016   | Venstre | MF  |
| 15                                 | Uddannelses- og forskningsminister                  |  | Ulla Tørnæs              | 29. februar 2016   | 28. november 2016  | Venstre | MEP |
| 16                                 | Forsvarsminister og minister for nordisk samarbejde |  | Carl Holst               | 28. juni 2015      | 30. september 2015 | Venstre | MF  |
| 16                                 | Forsvarsminister og minister for nordisk samarbejde |  | Peter Christensen        | 30. september 2015 | 28. november 2016  | Venstre | —   |
| 17                                 | Beskæftigelsesminister                              |  | Jørn Neergaard Larsen    | 28. juni 2015      | 28. november 2016  | Venstre | —   |
| [ 20 ] [ 21 ] [ 22 ] [ 23 ] [ 24 ] |                                                     |  |                          |                    |                    |         |     |

Noter
1. 1 2 3 4  Miljø- og fødevareminister Eva Kjer Hansen trådte tilbage den 29. februar 2016. Minister for uddannelse og forskning Esben Lunde Larsen overtog hendes ministerpost, mens Ulla Tørnæs fra Europa-Parlamentet overtog hans ledige ministerium.
2. ↑  Fhv. formand for Region Syddanmark.
3. ↑  Peter Christensen var MF fra den 20. november 2001 til den 18. juni 2015.
4. ↑  Fhv. direktør i Dansk Arbejdsgiverforening.

## Rokaden den 30. september 2015
Den 29. september 2015 meddelte daværende forsvarsminister og minister for nordisk samarbejde Carl Holst, at han trådte tilbage som minister efter en række uheldige sager i pressen, dels om uheldige udtalelser fra ministeren og dels om et muligt misbrug af offentlige midler fra Holsts tid som formand for Region Syddanmarks regionsråd. Holst blev afløst som minister af tidligere MF Peter Christensen, der var røget ud ved folketingsvalget samme sommer.

## Rokaden den 29. februar 2016
Lørdag den 27. februar 2016 meddelte daværende miljø- og fødevareminister Eva Kjer Hansen, at hun trådte tilbage som minister efter en højdramatisk uge, hvor et flertal bestående af rød blok og Det Konservative Folkeparti om tirsdagen udtrykte mistillid til hende som minister. Ifølge flertallet havde ministeren ikke givet retvisende oplysninger om de miljømæssige konsekvenser af den landbrugspakke, der var blevet indgået aftale om i december 2015.
Mandag den 29. februar meddelte statsministeren, at han havde udpeget Esben Lunde Larsen som ny minister for miljø og fødevarer. Han efterlod sig dermed et tomt ministerium for uddannelse og forskning - et ministerium, som statsministeren valgte, skulle udfyldes af Ulla Tørnæs, der hidtil var medlem af Europa-Parlamentet for Venstre. Tørnæs' post i Europa-Parlamentet blev erstattet af Morten Løkkegaard, som samtidig udtrådte af Folketinget. Hans sæde i Folketinget blev udfyldt af førstesuppleanten Jakob Engel-Schmidt.

## Statistik
1. Regeringen bestod ved sin afgang af 17 ministre, hvoraf fem var kvinder, svarende til 29 %.
2. 11 af ministrene havde været det før, svarende til 65% (hvilket var væsentligt højere end f.eks. Helle Thorning-Schmidts første regering, hvor kun to tidligere havde været ministre).
3. Seks ministre sad i et ministerium, de havde siddet i før - svarende til 35 %.
4. Med en enkelt undtagelse var alle storkredsene således repræsenteret i regeringen (hvor de 15 MF-ministre var valgt):
  1. Københavns Storkreds: en minister, svarende til 6 %.
  2. Københavns Omegns Storkreds: en minister, svarende til 6 %.
  3. Nordsjællands Storkreds: to ministre, svarende til 12 %.
  4. Bornholms Storkreds: nul ministre, svarende til 0 %.
  5. Sjællands Storkreds: to ministre, svarende til 12 %.
  6. Fyns Storkreds: en minister, svarende til 6 %.
  7. Nordjyllands Storkreds: en minister, svarende til 6 %.
  8. Sydjyllands Storkreds: tre ministre, svarende til 18 %.
  9. Østjyllands Storkreds: en minister, svarende til 6 %.
  10. Vestjyllands Storkreds: tre ministre, svarende til 18 %.
5. Tre ministre var hentet uden for Folketinget, svarende til 18 %.
6. To af de oprindelige 17 ministre sad ikke længere i regeringen ved dens afgang, svarende til 12 %.